# NesterJ
NesterJ es un emulador de NES para una PSP con capacidad de cargar código no firmado (Homebrew), ya sea mediante el firmware 1-1.5, custom firmwares o eloader.
Este emulador permite cargar roms de juegos de NES permitiendo guardar, obtener capturas de pantalla y jugar mediante Wifi, tiene implementado el sonido.

## Mods
Ambos Mods están disponibles en la versión 1.11 RM publicada por Davex con el consentimiento de Ruka.

### Rewind
Este mod para el emulador permite volver atrás unos segundos en el juego, al estilo del retroceso en el tiempo en los Prince of Persia. Este mod ha sido creado por Davex mediante un port del realizado por él mismo para el emulador Rin.

### Mirror
Desarrollado también por Davex este mod permite invertir los gráficos del emulador con lo que el juego gana en dificultad al estar al contrario de lo acostumbrado.